# Samoa op de Olympische Zomerspelen 2012
Samoa nam deel aan de Olympische Zomerspelen 2012 in Londen, Verenigd Koninkrijk.

## Deelnemers en resultaten
(m) = mannen, (v) = vrouwen

### Atletiek
| Olympiër         | Onderdeel       | Resultaat | Prestatie                             |
| ---------------- | --------------- | --------- | ------------------------------------- |
| Emanuele Fuamatu | kogelstoten (v) | 35e       | kwalificatie groep B: 18de met 17,78m |

### Boogschieten
| Olympiër             | Onderdeel       | Resultaat | Prestatie                                                           |
| -------------------- | --------------- | --------- | ------------------------------------------------------------------- |
| Maureen Tuimaliifano | individueel (v) | 33e       | plaatsingronde: 63ste met 520 punten 1ste ronde: V van KOR Lee: 0-6 |

### Gewichtheffen
| Olympiër       | Onderdeel | Resultaat | Prestatie                                                    |
| -------------- | --------- | --------- | ------------------------------------------------------------ |
| Toafitu Perive | -77kg (m) | 11e       | trekken: 12de met 122kg stoten: 11de met 167kg totaal: 289kg |
|                |           |           |                                                              |
| Ele Opeloge    | +75kg (v) | 6e        | trekken: 9de met 117kg stoten: 6de met 150kg totaal: 267kg   |

### Judo
| Olympiër    | Onderdeel | Resultaat | Prestatie                                             |
| ----------- | --------- | --------- | ----------------------------------------------------- |
| Aleni Smith | -73kg (m) | 17e       | 1ste ronde: vrij 2de ronde: V van CZE Ježek: waza-ari |

### Kanovaren
| Olympiër         | Onderdeel     | Resultaat | Prestatie                                             |
| ---------------- | ------------- | --------- | ----------------------------------------------------- |
| Rudolph Williams | C-1 200m (m)  | 23e       | serie 3: 6de in 51,483 halve finale 3: 8ste in 54,471 |
| Rudolph Williams | C-1 1000m (m) | 17e       | serie 1: 6de in 4.54,211                              |

### Taekwondo
| Olympiër         | Onderdeel | Resultaat | Prestatie                                                                |
| ---------------- | --------- | --------- | ------------------------------------------------------------------------ |
| Kaino Thomsen    | +80kg (m) | 7e        | voorronde: V van GAB Obame: 2-9 herkansingen: V van CUB Despaigne: 2-14  |
|                  |           |           |                                                                          |
| Talitiga Crawley | +67kg (v) | 7e        | voorronde: V van SRB Mandić: 2-16 herkansingen: V van MEX Espinoza: 0-13 |

Afghanistan · Albanië · Algerije · Amerikaanse Maagdeneilanden · Amerikaans-Samoa · Andorra · Angola · Antigua en Barbuda · Argentinië · Armenië · Aruba · Australië · Azerbeidzjan · Bahama's · Bahrein · Bangladesh · Barbados · België · Belize · Benin · Bermuda · Bhutan · Bolivia · Bosnië en Herzegovina · Botswana · Brazilië · Britse Maagdeneilanden · Brunei · Bulgarije · Burkina Faso · Burundi · Cambodja · Canada · Centraal-Afrikaanse Republiek · Chili · China · Chinees Taipei · Colombia · Comoren · Congo-Brazzaville · Congo-Kinshasa · Cookeilanden · Costa Rica · Cuba · Cyprus · Denemarken · Djibouti · Dominica · Dominicaanse Republiek · Duitsland · Ecuador · Egypte · El Salvador · Equatoriaal-Guinea · Eritrea · Estland · Ethiopië · Fiji · Filipijnen · Finland · Frankrijk · Gabon · Gambia · Georgië · Ghana · Grenada · Griekenland · Groot-Brittannië · Guam · Guatemala · Guinee · Guinee‑Bissau · Guyana · Haïti · Honduras · Hongarije · Hongkong · Ierland · IJsland · India · Indonesië · Irak · Iran · Israël · Italië · Ivoorkust · Jamaica · Japan · Jemen · Jordanië · Kaaimaneilanden · Kaapverdië · Kameroen · Kazachstan · Kenia · Kirgizië · Kiribati · Koeweit · Kroatië · Laos · Lesotho · Letland · Libanon · Liberia · Libië · Liechtenstein · Litouwen · Luxemburg · Macedonië · Madagaskar · Malawi · Maldiven · Maleisië · Mali · Malta · Marshalleilanden · Marokko · Mauritanië · Mauritius · Mexico · Micronesië · Moldavië · Monaco · Mongolië · Montenegro · Mozambique · Myanmar · Namibië · Nauru · Nederland · Nepal · Nicaragua · Nieuw-Zeeland · Niger · Nigeria · Noord-Korea · Noorwegen · Oeganda · Oekraïne · Oezbekistan · Oman · Oostenrijk · Oost-Timor · Pakistan · Palau · Palestina · Panama · Papoea-Nieuw-Guinea · Paraguay · Peru · Polen · Portugal · Puerto Rico · Qatar · Roemenië · Rusland · Rwanda · Saint Kitts en Nevis · Saint Lucia · Saint Vincent en Grenadines · Salomonseilanden · Samoa · San Marino · Sao Tomé en Principe · Saoedi-Arabië · Senegal · Servië · Seychellen · Sierra Leone · Singapore · Slovenië · Slowakije · Soedan · Somalië · Spanje · Sri Lanka · Suriname · Swaziland · Syrië · Tadzjikistan · Tanzania · Thailand · Togo · Tonga · Trinidad en Tobago · Tsjaad · Tsjechië · Tunesië · Turkije · Turkmenistan · Tuvalu · Uruguay · Vanuatu · Venezuela · Verenigde Arabische Emiraten · Verenigde Staten · Vietnam · Wit-Rusland · Zambia · Zimbabwe · Zuid-Afrika · Zuid-Korea · Zweden · Zwitserland · Onafhankelijke atleten